# Clinocera bickeli
Clinocera bickeli är en tvåvingeart som beskrevs av Sinclair 2000. Clinocera bickeli ingår i släktet Clinocera och familjen dansflugor. Inga underarter finns listade i Catalogue of Life.